# Daniel Rafał Korowicki
Daniel Rafał Korowicki herbu Prus – podczaszy drohicki w latach 1666–1703.
W 1674 roku był elektorem Jana III Sobieskiego z województwa podlaskiego.